# Androide número 17
Androide número 17 (人造人間17号 Jinzō'ningen Jūnanagō?), conocido como C-17 en el doblaje español de España, es un personaje ficticio del universo de la saga Dragon Ball.
Es uno de los androides creados por el Dr. Gero, para matar a Son Gokū junto a #16 y #18. Tanto #17 como #18 son cíborgs humanos, seres humanos modificados con robótica avanzada. El personaje Androide Número 17 aparece en el Arco de los Androides y Cell de Dragon Ball Z, el episodio Los dos guerreros del futuro: Gohan y Trunks, Dragon Ball Super y la serie no canónica Dragon Ball GT.